# Harstads landskommun
Harstads landskommun var en tidigare kommun i Östergötlands län.

## Administrativ historik
Landskommunen inrättades i Harstads socken i Göstrings härad när 1862 års kommunalförordningar trädde i kraft 1863. 1892 införlivades landskommunen i Väderstads landskommun och vid kommunreformen 1952 uppgick den i Mjölby stad som 1971 uppgick i Mjölby kommun.